# Övermarken, Skatan och Maran
Övermarken, Skatan och Maran var en av SCB avgränsad och namnsatt tätort i Piteå kommun, Norrbottens län. Den omfattade bebyggelse i Övermarken, Maran och Skatan i Hortlax socken. Före 2018 års avgränsning avgränsades här småorterna Övermarken och Maran och Skatan. Vid avgränsningen 2023 klassades området som en del av tätorten Kallax